# Catedral de Santa María y Santa Elena (Brentwood)
La catedral de Santa María y Santa Elena (en inglés: Cathedral Church of St Mary and St Helen) es la catedral católica de la ciudad de Brentwood, Essex, Inglaterra en el Reino Unido. Es la sede de la diócesis de Brentwood.
La catedral de Brentwood comenzó en 1861 como una iglesia parroquial de estilo gótico. Este edificio relativamente pequeño se elevó a la condición de catedral en 1917. Entre 1989 y 1991 la iglesia fue ampliada en un estilo clásico italiano por Quinlan Terry. Se mantuvo el edificio de la iglesia original en el lado sur (este litúrgico).
La nueva catedral de Brentwood fue inaugurada por el cardenal Basil Hume, el 31 de mayo de 1991. Los donantes optaron por permanecer en el anonimato.